# النسيج اللمفاوي المرتبط بالمخاطيات
النسيج اللمفاوي المرتبط بالمخاطيات جزء من الجهاز اللمفي. يتواجد مرتبطا بالأنسجة المخاطية في كافة أنحاء الجسم كالقناة الهضمية والقنوات الهوائية. يتكون هذا النسيج بمعظمه من خلايا لمفاوية كالخلايا التائية والخلايا البائية مع الخلايا البلازمية والبلعميات. يترصد هذا النسيج أي أجسام غريبة وكائنات ممرضة دخيلة على الجسم من البيئة الخارجية حتى يبدأ رد فعل مناعي.اللوز، الزائدة الدودية، والأمعاء الدقيقة (خصيصاً في مناطق تسمى برقع باير) يشتهرون بتركيز عالي من هذا النسيج.

## اعتباره الطبي
الجهاز اللمفاوي المرتبط بالمخاطيات له دور في تنظيم المناعة المخاطية. كما أنه قد يكون مكان لنشأة بعض أنواع اللمفوما (لمفوما لاهودجكينية في أغلب الأحيان) مثل لمفوما المعدة.